# Немає звісток від Ґурба
Немає звісток від Ґурба (ісп. Sin noticias de Gurb, англ. No Word from Gurb) — роман іспанського письменника Едуардо Мендоса, опубліковано 1990 року. Спершу з'явився у вигляді регулярних випусків в іспанській національній газети Ель Паїс.
Історія про прибульця, який загубився в Барселоні, перебуваючи в пошуках свого друга Ґурба. Завдяки прийняттю зовнішності різних людей, включаючи знамениту іспанську співачку Марта Санчес, він досліджує місто, спостерігаючи за людським життям. Книга виконана у стилі щоденника, тому читач слідкує за подорожжю прибульця день у день, яка відкриває йому все більше про людську расу.

## Оповідання

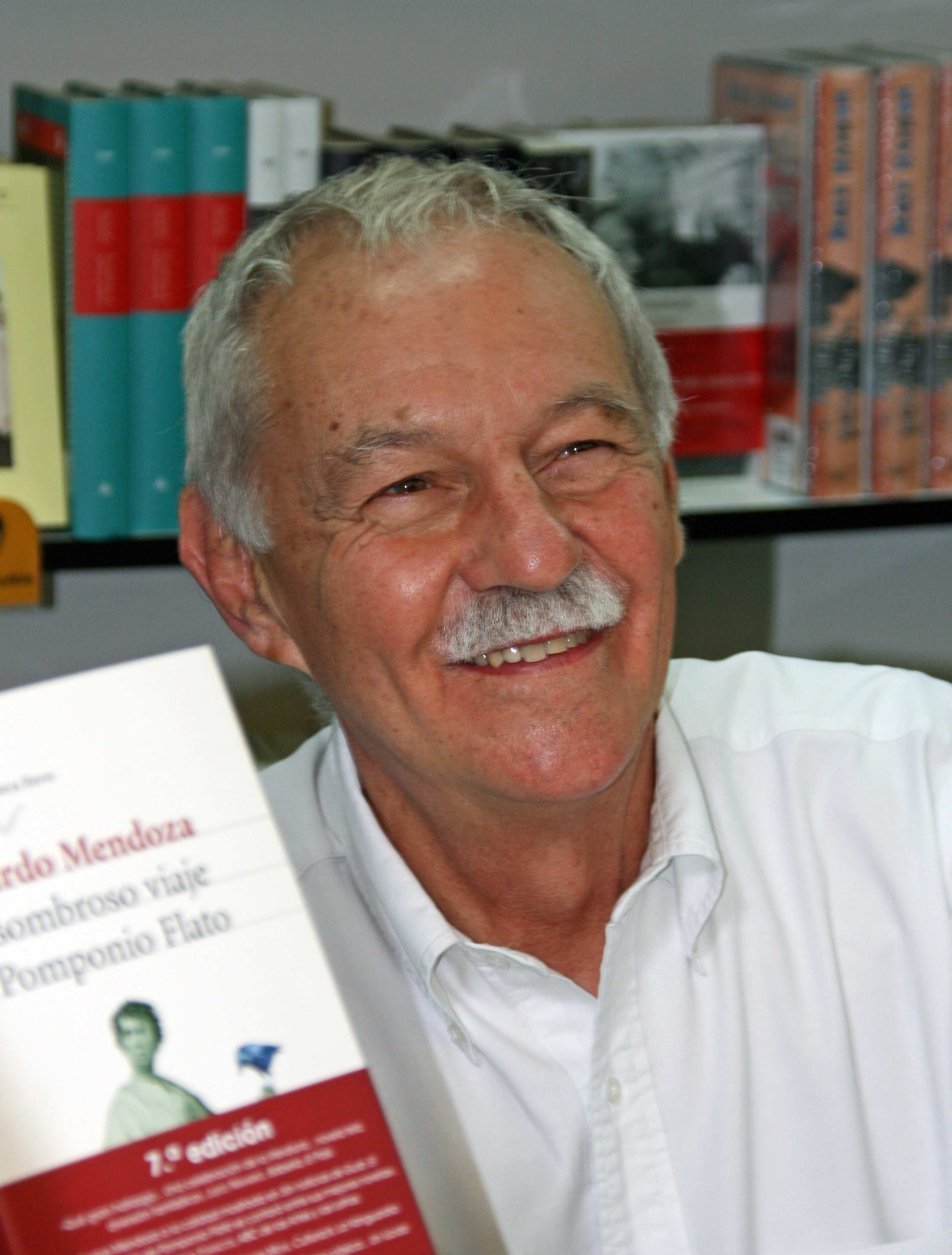
Автор 2008 року

Історію розпочинає Оповідач, який розповідає про свої ідей і цілі подорожі до Землі та про адаптування до місцевого життя. У рамках написання цієї книги, Мендоса зображає Барселону під час підготовки до Олімпіади 1992 року. Тодішня атмосфера хаосу і безглуздостей сучасної людини є тим, над чим зосереджується цей сатиричний роман. «Немає звісток від Ґурба» пародійно зображує повсякденне життя міста з точки зору іноземця. Автор приділяє особливу увагу зображенню міського життя людей, використовуючи Барселону як приклад великого міста. Пародійність присутня протягом всієї книги, приклад якої є коли прибулець описує склад води як "водень, кисень і какавелька".
Протягом усього пошуку свого друга Ґурба, чужопланетник критикує поведінку людей і розуміє, що є багато відмінностей між його культурою і людською. Наприклад, він не розуміє чому на Землі, як він примітив, є класовий поділ: є багаті й бідні райони Барселони, Сан-Косме та Педральбесу. Окрім того, його обурює влаштований хаос від Олімпійських Ігор, що наближалися. Насправді, було багато публічної критики на автора через його опис про начебто відсутність організованості при плануванні та підготовці до міжнародного заходу. Мендоса описує ж дезорганізацію міста, як пародію.
Роман перекладався англійською, французькою, німецькою, італійською, данською, румунською, польською, російською та болгарською мовами.

## Опис персонажів
- Оповідач: сором'язливий іншопланетянин, який не любить привертати до себе увагу, що інколи завдає йому труднощів, коли він перетворюється на знаменитих людей, прагнучи пристосуватися до суспільства на Землі.
- Ґурб (ісп. Gurb): дуже відрізняється від свого друга Оповідача. Він рішучий, незалежний і, як показують, не турбується про оповідача.
- Сусідка: молода мати-одиночка. Головний герой закоханий у неї, хоча наразі вона не зацікавлена в ньому.
- Пан Хоакін та пані Мерседес: є власниками бару, який часто відвідує Оповідач.  Вони — дружня та працьовита літня пара, що страждає на проблеми зі здоров'ям.

## Зовнішні посилання
- (ісп.) Офіційна сторінка Едуардо Мендоса
- (ісп.) Mendoza, Eduardo (1991), Sin noticias de Gurb Seix Barral, edition 1a (2002), ISBN 978-84-322-0782-2